# Trzęsienie ziemi w Newcastle w 1989 r.
Trzęsienie ziemi w Newcastle w 1989 roku było wewnątrzpłytowym trzęsieniem ziemi, które miało miejsce w Newcastle w Nowej Południowej Walii w czwartek 28 grudnia. Wstrząs miał siłę 5,6 w skali Richtera i był jedną z najpoważniejszych klęsk żywiołowych w Australii. Podczas katastrofy zginęło 13 osób, a ponad 160 zostało rannych. Koszt szkód oszacowano na 4 miliardy dolarów australijskich (36,3 miliarda złotych), w tym strata ubezpieczona wynosząca około 1 miliarda dolarów amerykańskich (3,82 miliarda złotych).
Skutki były odczuwalne na obszarze około 200 000 km². Zgłoszono uszkodzenia budynków i obiektów na obszarze 9000 km².  

## Statystyki
- Zgony: 13 w sumie, w tym:

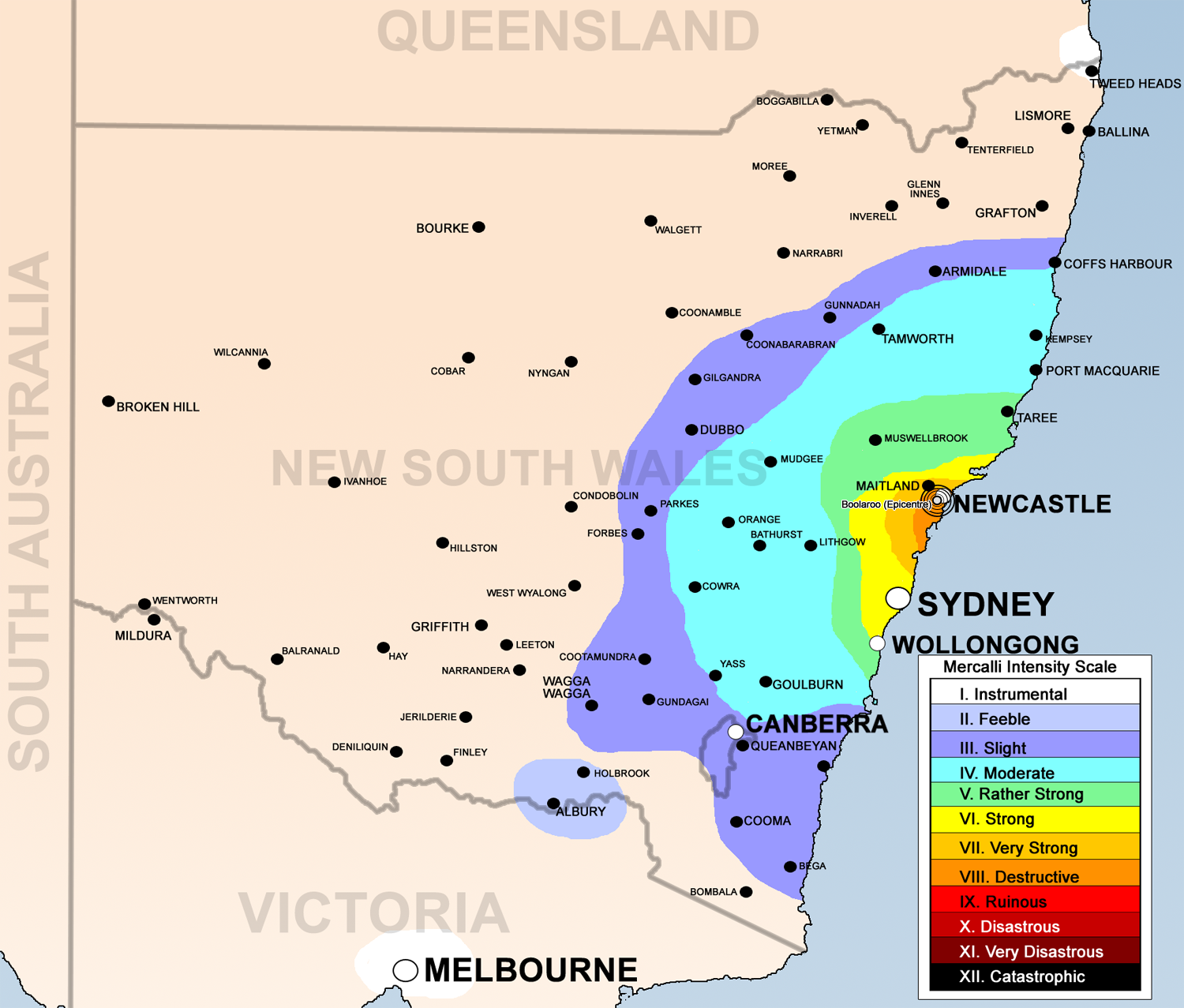
Izosejsta wydarzenia

  - 9 osób zabitych w Newcastle Workers Club
  - 3 osoby zabite na Beaumont Street, Hamilton
  - 1 osoba zmarła w wyniku wstrząsu wywołanego trzęsieniem ziemi

Nazwiska wszystkich 13 ofiar opublikowano później w gazetach, między innymi w Maitland Mercury
- Obrażenia: 160 osób hospitalizowanych.
- Uszkodzone budynki: Uszkodzonych zostało 50 000 budynków, około 80 procent z nich stanowiły domy.
- Rozbiórka: Zburzono 300 budynków, w tym ponad 100 domów.
- Skutki: 300 000 osób zostało dotkniętych katastrofą, a 1000 straciło dach nad głową.
- Koszt: Całkowite straty związane z  trzęsieniem ziemi szacuje się na około 4 miliony miliardy dolarów
- Zasięg: Szacunkowo 800km wokół epicentrum.
- Skala: 5,6 w Skali Richtera

## Przyczyny
Na początku 2007 roku, amerykański naukowiec stwierdził, że przyczyną trzęsienia ziemi było wydobycie węgla w tym regionie, mimo iż aktywność sejsmiczna występowała w tym rejonie co najmniej od czasu, gdy pojawili się tam Europejczycy. 
„Głębokość ogniska trzęsienia ziemi wynosiła około 13, 14 kilometrów, podczas gdy te związane z górnictwem, są w rzeczywistości tuż przy kopalni, ponieważ tam następuje uwolnienie naprężeń”. 

## W popkulturze

### W muzyce
Piosenki o trzęsieniu ziemi w Newcastle:
- „10:27”/„Holocaust” zespołu „The Lost Boys” (1990)[5]
- „Earthquakin'”, nagrany w styczniu 1990 roku przez Newcastle Ska Band The Porkers ,
- „Faultline” australijskiego zespołu rockowego Silverchair z 1995 roku.
- „Our Town” Wilsona i Lightfoot[6][7]
- „The Newcastle Earthquake” Gary’ego Shearstona (1990) CBS 655720[8]

### W literaturze
- „The Newcastle Earthquake Response Record – Volume 1” przygotowany przez ppłk. JT Pursera w imieniu Rady Miasta Newcastle (1990)ISBN 978-0-909115-37-1[9]
- "The Earth was Raised Up in Waves Like the Sea: Earthquake Tremors Felt in the Hunter Valley Since White Settlement" autorstwa Cynthii Hunter (1991)ISBN 978-0-646-01716-7[10]
- "Quakeshake: A Child's Experience of the Newcastle Earthquake" autorstwa Dave’a O’BrienaISBN 978-1-875420-04-9
- „Aftershock” Petera Corrisa (2014)ISBN 978-1-76011-014-7
- "Disasters in Australia and New Zealand" autorstwa Scotta McKinnona i Margaret Cook –ISBN 978-981-15-4382-1[11]
- "Six Seconds" Alana Sunderlanda (2021)ISBN 978-1-74383-823-5[12]